# Đất sét

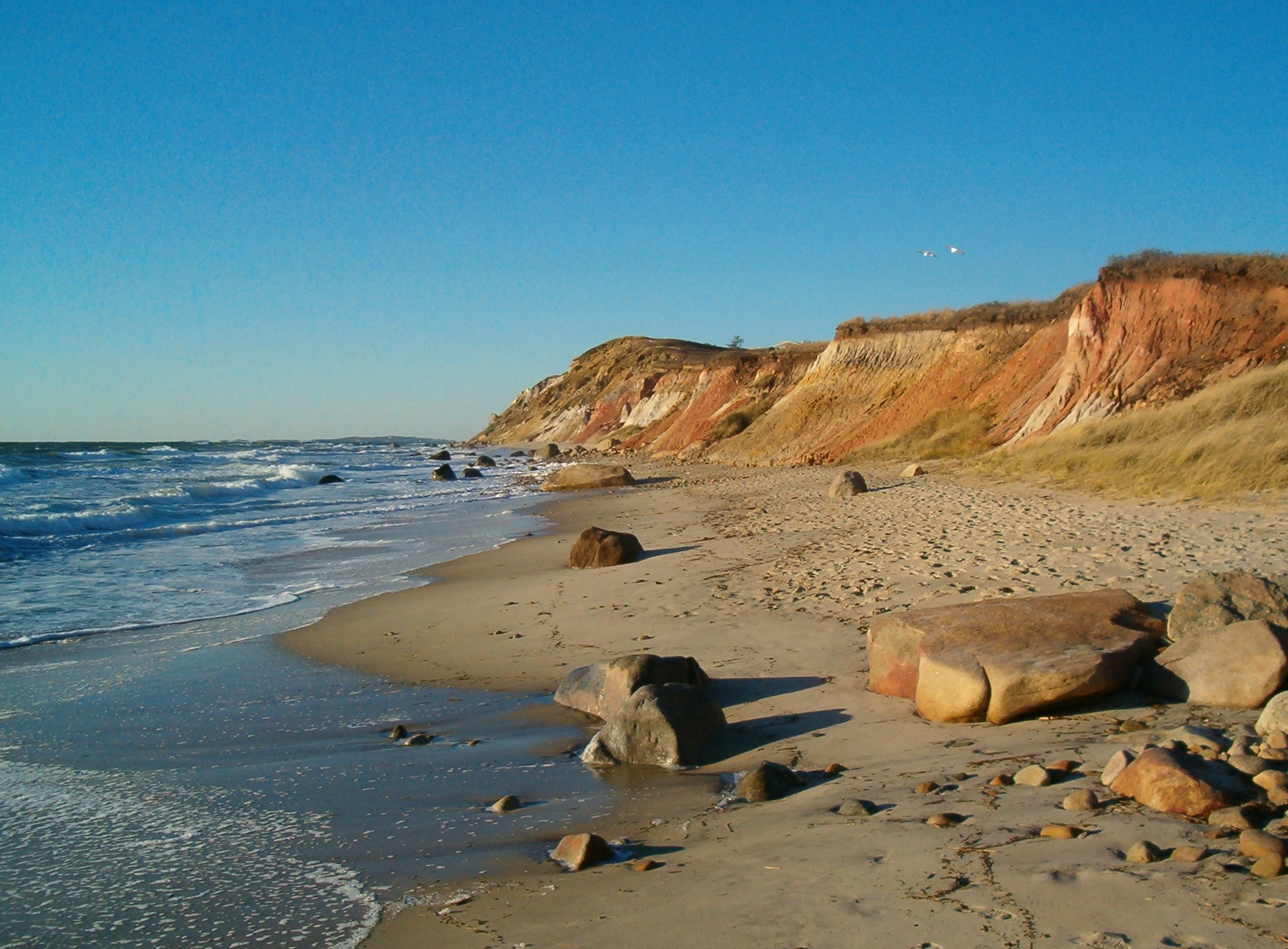
Vách núi Gay Head tại Martha's Vineyard gần như toàn bộ là đất sét.

Đất sét hay sét là một nhóm các khoáng vật phyllosilicat nhôm ngậm nước (xem khoáng vật sét), thông thường có đường kính hạt nhỏ hơn 2 μm (micromét). Đất sét bao gồm các loại khoáng chất phyllosilicat giàu các oxide và hydroxide của silic và nhôm cũng như bao gồm một lượng lớn nước tham gia vào việc tạo cấu trúc và thay đổi theo từng loại đất sét. Đất sét nói chung được tạo ra do sự phong hóa hóa học của các loại đá chứa silicat dưới tác động của acid cacbonic nhưng một số loại đất sét lại được hình thành do các hoạt động thủy nhiệt. Đất sét được phân biệt với các loại hạt đất đá nhỏ khác có trong đất, chẳng hạn như bùn nhờ kích thước nhỏ của chúng, hình dạng tạo bông hay tạo lớp, khả năng hút nước cũng như chỉ số độ dẻo cao.
Trong các nguồn tài liệu khác nhau, người ta chia đất sét ra thành ba hay bốn nhóm chính như sau: kaolinit, montmorillonit-smectit, illit và chlorit (nhóm cuối cùng không phải lúc nào cũng được coi là một phần của đất sét và đôi khi được phân loại như là một nhóm riêng, trong phạm vi phyllosilicat). Có khoảng 30 loại đất sét 'nguyên chất' khác nhau trong các nhóm này, nhưng phần lớn đất sét 'tự nhiên' là các hỗn hợp của các loại khác nhau này, cùng với các khoáng chất đã phong hóa khác.
Montmorillonit, với công thức hóa học (Na,Ca)0,33(Al,Mg)2Si4O10(OH)2·nH2O, thông thường là sản phẩm được tạo ra từ phong hóa của các loại đá nghèo silica. Montmorillonit là thành viên của nhóm smectit và là thành phần chính trong bentonit.
Đất sét phiến hàng năm là loại đất sét với các lớp tạo ra hàng năm thấy rõ được, được hình thành bởi sự khác biệt theo mùa trong sự xói mòn và hàm lượng chất hữu cơ. Dạng này của trầm tích là phổ biến trong các hồ băng cũ từ thời kỳ kỷ băng hà.
Đất sét Leda là loại duy nhất của đất sét vùng biển, thuộc loại bản địa của địa hình bị băng hà xói mòn thuộc Na Uy, Canada và Thụy Điển. Nó là loại đất sét có độ nhạy cao, dễ chuyển thành thể nhão, là nguyên nhân gây ra một vài vụ lở đất nguy hiểm.

## Sử dụng đất sét

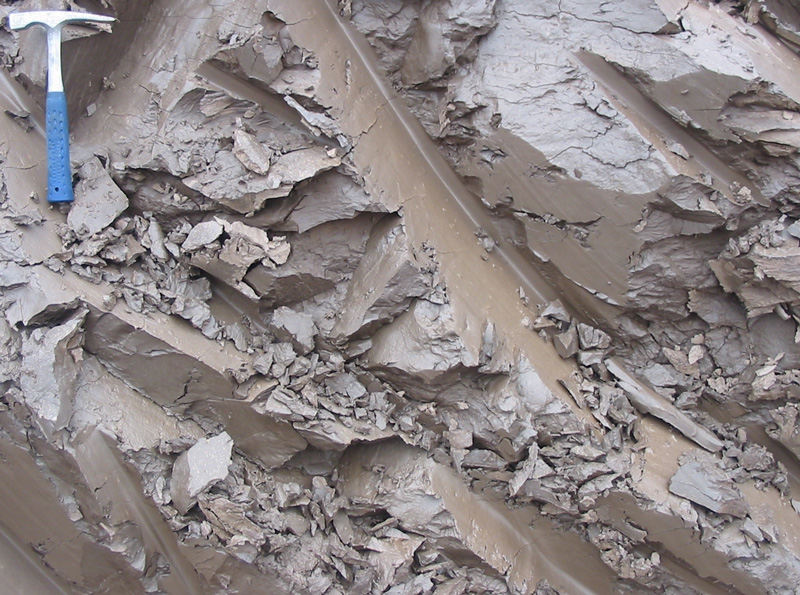
Tầng đất sét thuộc phân đại đệ Tứ ở Estonia.

Đất sét là chất mềm dẻo khi ẩm, điều này có nghĩa là rất dễ tạo dạng cho nó bằng tay. Khi khô nó trở nên rắn chắc hơn và khi bị "nung" hay làm cứng bằng nhiệt độ cao, đất sét trở thành rắn vĩnh cửu. Thuộc tính này làm cho đất sét trở thành một chất lý tưởng để làm các đồ gốm sứ có độ bền cao, được sử dụng cả trong những mục đích thực tế cũng như dùng để làm đồ trang trí. Với các dạng đất sét khác nhau và các điều kiện nung khác nhau, người ta thu được đất nung, gốm và sứ. Loài người đã phát hiện ra các thuộc tính hữu ích của đất sét từ thời tiền sử và một trong những đồ tạo tác sớm nhất mà người ta đã biết đến là các bình đựng nước làm từ đất sét được làm khô dưới ánh nắng mặt trời. Phụ thuộc vào các hợp chất có trong đất, đất sét có thể có nhiều màu khác nhau, từ màu trắng, xám xịt tới màu đỏ-da cam sẫm.
Đất sét được nung kết trong lửa đã tạo ra những đồ gốm sứ đầu tiên và hiện nay nó vẫn là một trong những vật liệu rẻ tiền nhất để sản xuất và sử dụng rộng rãi nhất. Gạch, ngói, các xoong nồi từ đất, các đồ tạo tác nghệ thuật từ đất, bát đĩa, thân bugi và thậm chí cả các nhạc cụ như đàn ocarina đều được làm từ đất sét. Đất sét cũng được sử dụng trong nhiều ngành công nghiệp, chẳng hạn trong sản xuất giấy, xi măng, gốm sứ và các bộ lọc hóa học.
Đất sét còn được sử dụng làm vật liệu chống thấm nước cho các công trình thủy lợi: cống rãnh, đập ngăn nước....